# Evansita
La evansita es un mineral de la clase de los minerales fosfatos. Fue descubierta en 1855 en una mina del municipio de Sirk, en la región de Banská Bystrica (Eslovaquia), siendo nombrada así en 1864 en honor del geólogo inglés Brooke Evans que descubrió el primer ejemplar.

## Características químicas
Es un fosfato hidroxilado e hidratado de aluminio, que no cristaliza en sistema cristalino por lo que es amorfo, habiéndose sugerido la necesidad de una investigación acercaa de su estructura cristalina. Además de los elementos de su fórmula, suele llevar como impurezas cobre y plomo.

## Formación y yacimientos
Aparece como mineral secundario amorfo en depósitos de grafito (en Eslovaquia), en gneis grafíticos (Madagascar), junto a carbón (Estados Unidos), así como en un revestimiento en cuevas formado a partir del fosfato derivado de guano.
Suele encontrarse asociado a otros minerales como: variscita, allofanita o limonita.